# Карамзин, Андрей Николаевич
Андрей Николаевич Карамзин (24 октября 1814 усадьба Рогожка, Нижегородская губерния — 31 мая 1854, Слатин, Валахия) — русский офицер-кавалерист, гусарский полковник, старший сын историка и писателя Николая Карамзина; управлявший рядом уральских предприятий своей жены Авроры Демидовой. Погиб в Крымскую войну.

## Биография
Родился в семье знаменитого историка Николая Михайловича Карамзина и его второй жены Екатерины Андреевны (сводной сестры князя П. А. Вяземского). В семье также росли сестра Екатерина, брат Александр (которому Андрей помог получить разрешение и обустроить чугунолитейный завод в фамильной усадьбе Рогожка).
Учился в Дерптском университете на отделении права. В круг его общения входили Пушкин, Лермонтов, Гоголь. Посредничал в конфликте Пушкина со своим университетским приятелем графом Соллогубом. Присутствовал на открытии памятника отцу в его родном Симбирске (1845).
После окончания университета с мая 1836 по октябрь 1837 «поправлял здоровье» за границей. По возвращении на родину вступил в связь с замужней графиней Евдокией Ростопчиной, от которой имел двух дочерей, под фамилией Андреевских отправленных на воспитание в Швейцарию.
С 1833 года служил фейерверкером 4-го класса в 3-й лёгкой батарее лейб-гвардии Конной артиллерии. С ноября 1842 года — адъютант графа А. Х. Бенкендорфа по должности командующего Императорской Главной квартирой. В 1844 году добровольно перевёлся на Кавказ, где в чине штабс-капитана назначен состоять при командире Отдельного Кавказского корпуса генерале от инфантерии А. И. Нейдгардте  принимал участие в Кавказской войне. В мае—ноябре 1844 года в составе Чеченского отряда находился в Гехинской экспедиции вглубь Чечни, в боях проявлял храбрость и был ранен в голову и в правую руку в бою с горцами 18 октября у аула Пхан-Кичу.
Для лечения от ран уволен в длительный отпуск в Нижегородскую губернию, затем посетил курорты Германии и Италии. В 1846 году женился на Авроре Демидовой (1808—1902), урождённой баронессе Шернваль, знаменитой светской красавице, вдове Павла Демидова. Брак считался не совсем равным — Аврора была на несколько лет старше, имела маленького сына Павла и в то же время была гораздо богаче жениха. Её прежний муж имел гражданский чин, эквивалентный армейскому генеральскому, а новый был только офицер, без титула и состояния. Светское общество связывало выбор Авроры исключительно с сердечным влечением к Карамзину. Детей в браке не было.
Молодой муж после смерти Бенкендорфа состоял офицером для поручений при сменившем его на посту шефа жандармов генерале Алексее Орлове. В январе 1849 года уволен в отставку с мундиром в чине полковника. Благодаря своему браку Андрей Карамзин сделался управляющим огромными горными заводами в Нижнем Тагиле, владельцем которых был малолетний Павел Демидов, сын Авроры Карамзиной от первого брака. Всего за четыре года, с 1849 по 1853, он сумел запомниться рабочим как человек отзывчивый, добрый и щедрый. В частности, распорядился открыть общедоступную библиотеку, коллекция которой является сегодня основой научной библиотеки Тагильского музея. Согласно характеристике Д. Н. Мамина-Сибиряка:
Его пребывание на заводах, является, кажется, лучшей страницей в их истории; по крайней мере, старожилы вспоминают о нём с  благоговением, что и понятно, если принять во внимание жестокие заводские порядки крепостного времени.
В 1853 году, с началом Крымской войны, Андрей Карамзин отправился добровольцем на балканский театр военных действий, где в январе 1854 года поступил полковником в Александрийский гусарский полк, а уже в мае погиб в бою у Каракула во время крайне непрофессионально проведённой кавалерийской атаки, которую сам же организовал и возглавил. Поэт Фёдор Тютчев (в письме своей супруге Эрнестине Фёдоровне, от 9 июня 1854) так описывал эти события:
«Это одно из таких подавляющих несчастий, что по отношению к тем, на кого они обрушиваются, испытываешь, кроме душераздирающей жалости, еще какую то неловкость и смущение, словно сам чем-то виноват в случившейся катастрофе... Был понедельник, когда несчастная женщина узнала о смерти своего мужа, а на другой день, во вторник, она получает от него письмо на нескольких страницах, полное жизни, одушевления, веселости. Это письмо помечено 15 мая, а 16-го он был убит…  Последней тенью на этом горестном фоне послужило то обстоятельство, что во всеобщем сожалении, вызванном печальным концом Андрея Николаевича, не все было одним сочувствием и состраданием, но примешивалась также и значительная доля осуждения. Рассказывают, будто государь (говоря о покойном) прямо сказал, что поторопился произвести его в полковники, а затем стало известно, что командир корпуса генерал Липранди получил официальный выговор за то, что доверил столь значительную воинскую часть офицеру, которому еще не доставало значительного опыта. Представить себе только, что испытал этот несчастный А. Карамзин, когда увидел свой отряд погубленным по собственной вине…»
Был похоронен в Петербурге на кладбище Воскресенского Новодевичьего монастыря; вдова его Аврора Карловна возвела над могилой надгробную церковь-усыпальницу в византийском стиле; ныне церковь и могила утрачены.
Благодарные жители Нижнего Тагила собрали средства и установили ему памятник на Салдинской улице. Проект памятника был создан скульптором А. Г. Беловым, сам памятник отлит на Тагильских заводах. Он представлял собой массивное четырёхгранное сооружение из чугуна, на белокаменном основании, украшенное кованными орлами, воинской арматурой и надписями: «Андрею Николаевичу Карамзину — признательные Тагильцы», и на другой стороне: «Убит 31 мая 1854 года в сражении с турками при Слатине». В благодарность за памятник Демидовы подарили тагильцам в их храм икону святого Андрея Критского в драгоценном окладе, равном по стоимости построенному памятнику. В советское время памятник «помещику и капиталисту» был уничтожен.
Сохранилось, по меньшей мере, пять портретов Андрея Карамзина. На двух сохранившихся акварельных портретах он изображён ухоженным и щегольски одетым. На третьем портрете он одет в походную шинель, на принадлежность к офицерскому корпусу указывают только кокарда на фуражке и погоны. Этот портрет носит подчёркнуто непарадный характер.

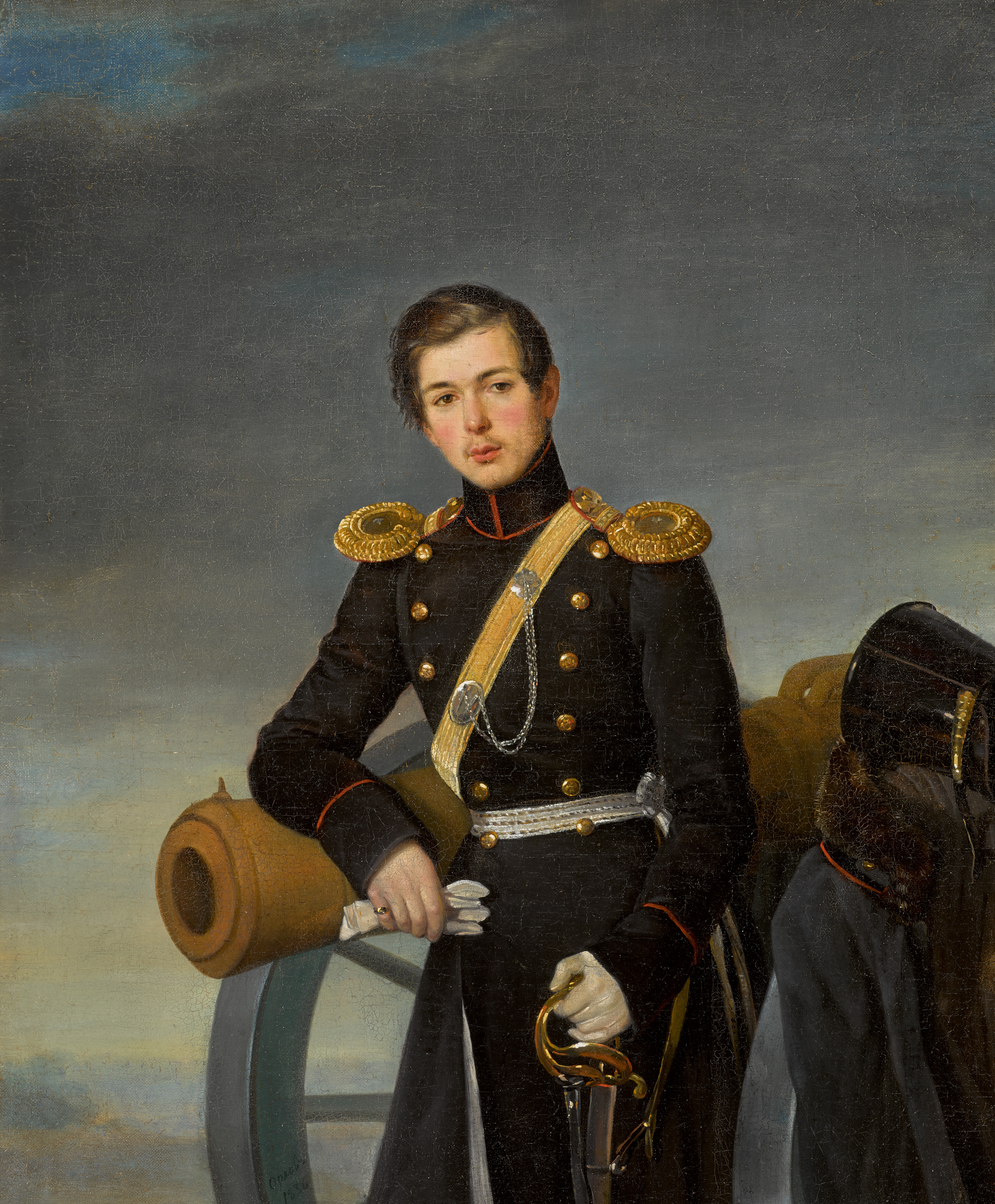
Портрет работы П. Н. Орлова, после 1836 года
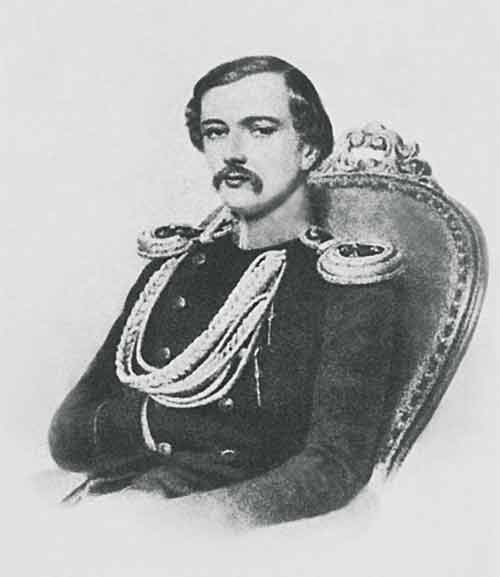
Литография А. Леграна с акварели Э. Росси. 1846—1847
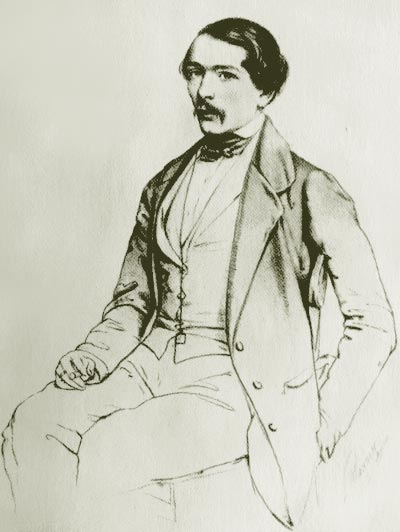
Портрет работы Л. Вагнера, 19 век
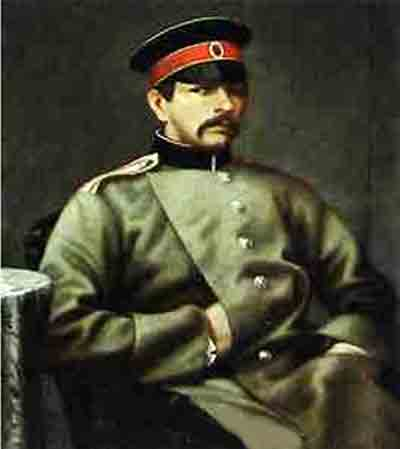
Портрет работы неизвестного художника, 1850-е годы